# Panarea
Panarea est une petite île volcanique de la mer Tyrrhénienne. Elle fait partie de l'archipel des îles Éoliennes. La localité de Panarea fait partie de la commune de Lipari, dans la province de Messine.

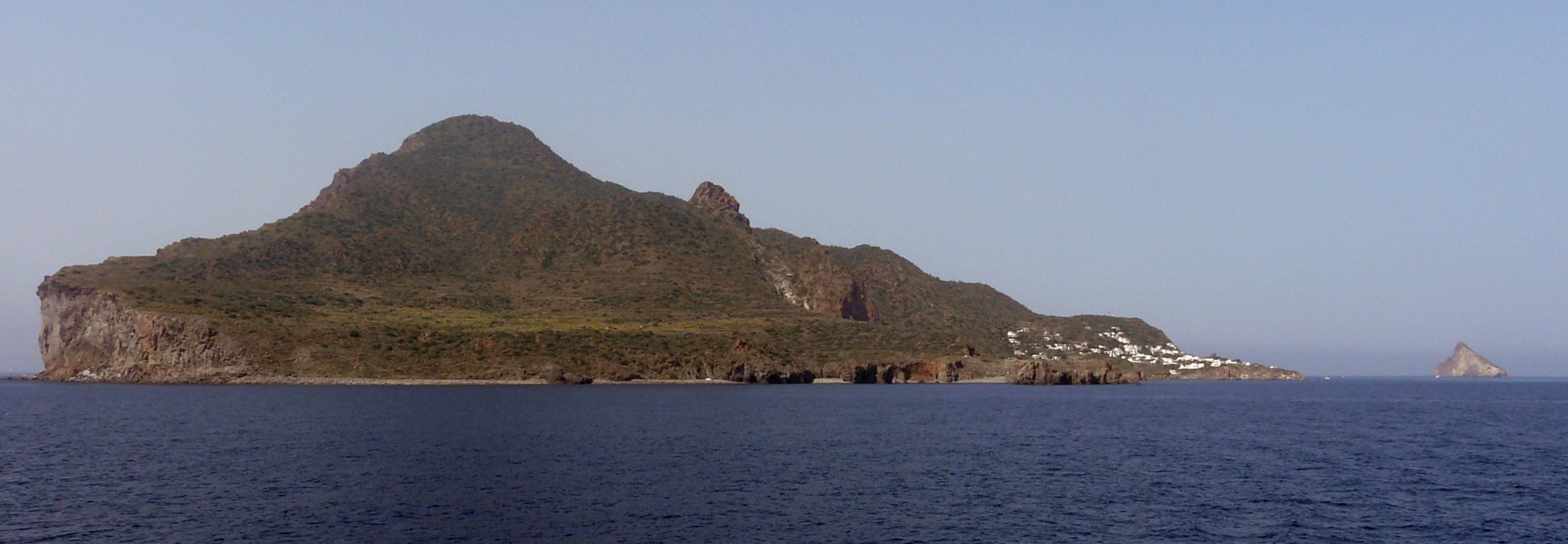
Panarea

## Situation
Panarea est une toute petite île volcanique (3,4 km²). C'est la plus petite île parmi les îles Éoliennes.
Elle est géographiquement située entre l'île de Lipari et l'île de Stromboli.
C'est aussi le nom d'un volcan sous-marin tout proche qui partage sa chambre magmatique avec le Stromboli. Ce volcan, actuellement en activité, menace la zone environnante d'un risque de tsunami.

## Histoire
Panarea est habitée depuis le XIVe siècle av. J.-C.
Il subsiste encore sur l'île des vestiges anciens, en particulier des fondations de cabanes de forme ovale. Le musée archéologique éolien de Lipari présente, à Lipari et dans une section détachée du musée ouverte en 2006 à Panarea même, des objets issus des fouilles menées sur Panarea.

## Vie sur Panarea
Panarea vit presque exclusivement du tourisme de luxe.
Depuis le début des années 1970, cette île est devenue un lieu très apprécié de la haute société italienne. En effet, la nature sur Panarea est préservée, les fonds marins sont très beaux. De Panarea, on peut voir le volcan Stromboli.
Pourtant, au début des années 1970, un couple milanais avait souhaité en faire un lieu de refuge et de sagesse et, pour ce faire, avaient racheté de nombreuses habitations sur l'île. Manquant de moyens financiers, ils durent ouvrir un hôtel, le Raya qui existe toujours et dispose d'une vue magnifique. Le temps passant, le tourisme de luxe et les belles villas se sont installées, et les utopies du début des années 1970 se sont éloignées.